# 高雄市三民區鼎金國民小學
高雄市三民區鼎金國民小學是一間位於高雄市三民區的國民小學。

## 歷史
成立於昭和十七年四月一日，原名「高雄州高雄市『瑞穗』國民學校」，以灣仔內公廟為校舍，十八年五月十二日遷入民族一路六二號新校舍。
民國三十四年十月二十五日台灣光復，首任校長楊進復就任，改名「高雄市立第十七國民學校」。
三十五年四月一日奉命改名「高雄市立三民區鼎金國民學校」。
三十五年九月二十六日，二任校長曾夢蘭到任，因颱風毀校曾借興南牧場為校舍復課。
四十年二月十八日，三任校長張錫悌接長。
四十年四月校舍改為五十九醫院，借用愛國國校上課，並選新建校舍於高雄市三民區民生街七十二號（即現址高雄市三民區鼎山街三七五號），斯時僅有校舍八間，學生數百，設備簡陋。
四十二年七月二十七日，四任校長李來長接長辦公。
四十五年二月二十五日，五任校長商贊生接長辦公。
五十二年十月一日，六任校長毛宗垣到校視事，增建校舍（二樓）二十間。
五十七年八月奉命改名為「高雄市三民區鼎金國民小學」 。
五十八年三月一日，七任校長劉仁發接長視事。
六十一年十月，分設「高雄市三民區正興國民小學」一所，分出學生二十五班。
六十二年十月十三日，八任校長陳漢順到校視事。
六十七年三月，分設「高雄市市立獅湖國民小學」一所，分出學生二十班。
七十四年八月五日，九任校長吳慶芳接長視事。
七十五十一月增建鼎新亭美侖美奐。
七十八年五月鳩工興午餐廚房，七十九年五月初完工。
七十七成立電腦教室、視聽教室充實現代化教學設備。
七十八年為消除二部制教學，強化辦公處所興建行政大樓，八十一年完工。
八十年二月起正式供應學童午餐。
八十二年八月一日，十任校長郭朝宗接長視事。
八十三年十二月完成標準200公尺PU運動場。
八十七年八月一日，十一任校長張新基接長視事。
九十五年八月一日，十二任校長江滿堂接長視事。
九十七年八月一日，十三任校長林玲吟接長視事。
一百零一年八月一日，十四任校長陳瑞鴻接長視事。
一百零八年八月一日，十五任校長陳春美接長視事。
一百一十二年八月一日，十六任校長郭人瑞接長視事。

### 歷任校長
- 第一任：楊進復（1945年10月25日－1946年9月25日）
- 第二任：曾夢蘭（1946年9月26日－1950年2月17日）
- 第三任：張錫悌（1950年2月18日－1953年7月26日）
- 第四任：李來長（1953年7月27日－1956年2月24日）
- 第五任：商贊生（1956年2月25日－1963年9月30日）
- 第六任：毛宗垣（1963年10月1日－1969年2月28日）
- 第七任：劉仁發（1969年3月1日－1973年10月12日）
- 第八任：陳漢順（1973年10月13日－1985年8月4日）
- 第九任：吳慶芳（1985年8月5日－1993年7月31日）
- 第十任：郭朝宗（1993年8月1日－1998年7月31日）
- 第十一任：張新基（1998年8月1日－2006年7月31日）
- 第十二任：江滿堂（2006年8月1日－2008年7月31日）
- 第十三任：林玲吟（2008年8月1日－2012年7月31日）
- 第十四任：陳瑞鴻（2012年8月1日－2019年8月1日)
- 第十五任: 陳春美 (2019年8月1日-2023年8月1日)
- 第十六任: 郭人瑞 （2023年8月1日-

## 外部連結
- 官方网站